# Homapoderus ugandensis
Homapoderus ugandensis es una especie de coleóptero de la familia Attelabidae.

## Distribución geográfica
Habita en Uganda.